# Rhypopteryx poecilanthes
Rhypopteryx poecilanthes är en fjärilsart som beskrevs av Collenette 1931. Rhypopteryx poecilanthes ingår i släktet Rhypopteryx och familjen tofsspinnare. Inga underarter finns listade.